# Paul Remy (zoologiste)
Pour les articles homonymes, voir Paul Rémy et Rémy (homonymie).
Paul Auguste Remy (Servance, 7 novembre 1894 – Makokou, 19 mars 1962) est un spéléologue et zoologiste français.

## Biographie
Né à Servance, en Haute-Saône, Paul Remy est le fils d'un cultivateur, Joseph Modeste Remy, et de Marie Sophie Eugénie Faivre.
Repéré par l'instituteur de l'école communale du Moisseaubeau, il poursuit ses études au lycée Gérôme de Vesoul et obtient le baccalauréat en 1913.
Il entre alors à la Sorbonne pour préparer une licence de sciences naturelles qu'il n'achève pas à cause de la mobilisation.
En 1914, il fait partie du corps expéditionnaire des Dardanelles puis il est intégré dans l'Armée française d'Orient.
Jeune officier d'artillerie, il propose une méthode de détermination de la portée d'un canon qui est adoptée et devient réglementaire. En parallèle, il prépare le certificat de botanique et constitue un herbier.
Sa conduite exemplaire lui vaut d'être décoré de la Croix de Guerre, la Médaille d'or serbe de la bravoure, la Médaille commémorative des Dardanelles et la Médaille commémorative d'Orient.
Le lieutenant Remy est démobilisé en 1919 ; il est promu le 8 décembre 1933 au grade de capitaine au 22e bataillon d’ouvriers d’artillerie, et est fait chevalier de l’ordre de la Légion d’honneur à titre militaire le 27 décembre 1934.
Il se fixe à Nancy où il obtient sa licence ès sciences en mars 1920 et devient préparateur de zoologie à la faculté des sciences de Nancy auprès du professeur Lucien Cuénot (°1866 - †1951). Il est alors orienté sur des groupes négligés, dont les Orthoptères. Le 9 juillet 1925 il soutient une thèse intitulée « Contribution à l'étude de l'appareil respiratoire et de la respiration chez quelques invertébrés » à la faculté des sciences de l'université de Nancy et obtient son doctorat ès sciences avec mention très honorable et félicitations du jury. Il devient assistant de zoologie à Nancy à partir de 1920, puis chargé des travaux pratiques de zoologie agricole en 1926.
Il entreprend des voyages d'études zoologiques sous toutes les latitudes, notamment au Groenland à bord du Pourquoi-Pas ? IV en 1926.
Ses retours permettent d'enrichir les collections du laboratoire et du musée de Nancy.
Il est ensuite sollicité pour travailler sur la faune cavernicole et il devient le spécialiste mondial des Pauropodes.
L'exploration des grottes, commencée en Lorraine, se poursuit dans les Balkans (1930, 1933 et 1936), le Jura, la Corse (1942 et 1948), l'Algérie (1946), Madagascar et la Réunion (1947).
Il quitte Nancy pour Strasbourg en 1933 pour devenir maître de conférences puis professeur sans chaire, mais revient à Nancy en 1937 pour succéder à Lucien Cuénot dans la chaire de zoologie générale de la faculté des sciences de Nancy et la direction du muséum d'histoire naturelle de Nancy.
Chevalier de la Légion d’honneur depuis 1934 à titre militaire, il est promu officier de l’ordre le 6 février 1952.
En 1960, il part pour Paris où il occupe la chaire d'écologie générale du Muséum national d'histoire naturelle.
Le 16 février 1962 il conduit une équipe au Gabon pour étudier la faune forestière.
Frappé par une crise cardiaque le 25 février 1962 lors d'une présentation de la Mission au président Léon Mba, il est très affaibli et décède le 19 mars 1962 après avoir rédigé un testament dans lequel il légua la moitié de sa bibliothèque au laboratoire de zoologie de Nancy.
Il devient membre titulaire de la Société des sciences de Nancy le 13 février 1923 puis académicien de la 2e section.
En 1947, il devient membre honoraire de l'Académie malgache, puis membre honoraire de l'Institut Grand-ducal de Luxembourg en 1955, membre associé correspondant de l'Académie de Stanislas en 1958 et membre honoraire de la Société entomologique de France en 1960.
En 1946, Jean Bourgogne (°1903 - †1999) et Paul Remy parrainèrent Bruno Condé (°1920 - †2004) à la Société zoologique de France. Remy en fut président en 1957.

## Œuvre spéléologique
Dès le début de ses recherches Paul Remy s'intéresse à la faune cavernicole et interstitielle. En 1926, il présente deux notes dans lesquelles il s'interroge sur la migration des Niphargus des nappes et fissures du sol vers les sources et grottes. Il entreprend l'exploration minutieuse de la grotte Sainte Reine à Pierre-la-Treiche et prélève des biotes pour étude. Il dresse un catalogue de la faune hypogée en 1927 puis 1932 dans lequel il recense une quarantaine de formes terrestres ou aquatiques.
Encouragé par le professeur René Jeannel, Remy explore le karst de Novi-Pazar en Yougoslavie et visite seul une quinzaine de grottes en 1930. Trois ans plus tard, il explore une quarantaine de nouvelles cavités en compagnie de R. Husson de Nancy. La même année il explore vingt-trois nouvelles cavernes en Macédoine grecque. Une troisième mission a lieu en 1936 en Herzégovine et au Monténégro. À l'issue de ces campagnes, Remy étudie personnellement, ou fait étudier par d'autres, dont Jeannel, un important matériau zoologique. Parmi les découvertes les plus spectaculaires, on lui doit une colonie importante de serpules Marifugia cavatica dans le ponor de Crnulja, de l'amphipode Niphargus balcanicus dans la grotte du Vent en Herzégovine, du diploure Plusiocampa (Stygiocampa) remyi, ainsi que des observations éthologiques faites sur place comme les mœurs de certains orthoptères et du comportement du coléoptère Hadesia vasiceki.
En 1942 et 1948 c'est en Corse qu'il poursuit ses recherches avec ses filles Louise, Blandine et Aleth, puis dans le Jura en 1945 accompagné de sa seule fille Louise.
Dans le même temps, Remy effectue les levés topographiques méthodiques et publie les plans des grottes découvertes.
Il ne néglige pas les cavités artificielles, principalement les galeries de mines, où il observe des micro-arthropodes (essentiellement des pauropodes) et met en évidence un principe de filtrage qui laisse certaines espèces passer dans le milieu minier et pas d'autres.
Il est membre de la commission de spéléologie du Centre national de la recherche scientifique, du comité de direction du laboratoire souterrain de Moulis et du comité de rédaction des Annales de spéléologie (appelées aussi Spelunca 3e série).

## Décorations et distinction

### Décorations
- Officier de la Légion d'honneur (décret du 6 février 1952)[4]
- Officier de l'Instruction publique (1938)
- Croix de guerre 1914–1918
- Médaille commémorative de la guerre 1914–1918
- Médaille commémorative des Dardanelles
- Médaille commémorative d'Orient
- Médaille d'or de la bravoure (Serbie)

### Distinction
- Lauréat de l'Institut de France (prix Millet-Ronssin) pour l'ensemble de son œuvre zoologique (1937)
- Une rue du village de Servance porte son nom.

## Liste des taxa décrits
Paul Remy a décrit 80 espèces :
- Acopauropus consobrinus Remy, 1937
- Allopauropus (Allopauropus) gravieri Remy, 1935
- Allopauropus (Allopauropus) humilis Remy, 1945
- Allopauropus (Allopauropus) juberthieorum Remy, 1960
- Allopauropus (Allopauropus) krestewaae Remy, 1945
- Allopauropus (Allopauropus) longisetus Remy, 1945
- Allopauropus (Allopauropus) racovitzai Remy, 1939
- Allopauropus (Allopauropus) sceptrifer Remy, 1936
- Allopauropus (Allopauropus) scutatus Remy, 1939
- Allopauropus (Allopauropus) simulator Remy, 1947
- Allopauropus (Allopauropus) verecundus Remy, 1954
- Allopauropus (Allopauropus) zerlingae Remy, 1956
- Allopauropus (Decapauropus) aristatus Remy, 1936
- Allopauropus (Decapauropus) barcinonensis Remy, 1933
- Allopauropus (Decapauropus) bidens Remy, 1946
- Allopauropus (Decapauropus) broelemanni Remy, 1935
- Allopauropus (Decapauropus) burghardti Remy, 1941
- Allopauropus (Decapauropus) condei Remy, 1947
- Allopauropus (Decapauropus) cornutus Remy, 1936
- Allopauropus (Decapauropus) corsicus Remy, 1940
- Allopauropus (Decapauropus) cuenoti Remy, 1931
- Allopauropus (Decapauropus) denisi Remy, 1936
- Allopauropus (Decapauropus) doryphorus Remy, 1936
- Allopauropus (Decapauropus) fagei Remy, 1941
- Allopauropus (Decapauropus) florisimilis Remy, 1936
- Allopauropus (Decapauropus) fuscinifer Remy, 1936
- Allopauropus (Decapauropus) gadesensis Remy, 1954
- Allopauropus (Decapauropus) helophorus Remy, 1936
- Allopauropus (Decapauropus) hessei Remy, 1935
- Allopauropus (Decapauropus) insulanus Remy, 1945
- Allopauropus (Decapauropus) jasperensis Remy, 1959
- Allopauropus (Decapauropus) latistylus Remy, 1939
- Allopauropus (Decapauropus) ludovicae Remy, 1945
- Allopauropus (Decapauropus) meridianus Remy, 1941
- Allopauropus (Decapauropus) milloti Remy, 1945
- Allopauropus (Decapauropus) moesiacus Remy, 1945
- Allopauropus (Decapauropus) monachorum Remy, 1945
- Allopauropus (Decapauropus) multiplex Remy, 1936
- Allopauropus (Decapauropus) pediger Remy, 1961
- Allopauropus (Decapauropus) pluriramosus Remy, 1939
- Allopauropus (Decapauropus) proximus Remy, 1948
- Allopauropus (Decapauropus) ribauti Remy, 1937
- Allopauropus (Decapauropus) ruffoi Remy, 1959
- Asellus (Proasellus) slavus Remy, 1948
- Eukoenenia angolensis Remy, 1956
- Eukoenenia ankaratrensis Remy, 1960
- Eukoenenia antanosa Remy, 1950
- Eukoenenia bara Remy, 1950
- Eukoenenia chartoni Remy, 1950
- Eukoenenia deceptrix Remy, 1960
- Eukoenenia delphini Remy, 1950
- Eukoenenia depilata Remy, 1960
- Eukoenenia fossati Remy, 1960
- Eukoenenia hesperia Remy, 1953
- Eukoenenia lauteli Remy, 1950
- Eukoenenia lawrencei Remy, 1957
- Eukoenenia machadoi Remy, 1950
- Eukoenenia meridiana Remy, 1950
- Eukoenenia necessaria Remy, 1960
- Eukoenenia sakalava Remy, 1950
- Eukoenenia trehai Remy, 1960
- Hansenochrus gladiator Remy, 1961
- Hansenochrus surinamensis Remy, 1961
- Hansenochrus vanderdrifti Remy, 1961
- Koeneniodes frondiger, Remy 1950
- Koeneniodes madecassus, Remy 1950
- Koeneniodes malagasorum, Remy 1960
- Schizomus peteloti Remy, 1946
- Stylopauropus (Donselotauropus) Schusteri Remy, 1959

## Taxa dédiés
62 espèces sont nommées remyi en honneur à Paul Remy :
- Acerella remyi Condé, 1944
- Alloproctoides remyi Marquet & Condé 1950
- Alloschizidium remyi Vandel, 194
- Argiloborus remyi Jeannel, 1598
- Belaphotroctes remyi Badonnel, 1967
- Bertkauia remyi Badonnel, 1966
- Chthonius remyi Heurtault, 1975
- Corsikomeris remyi Verhoeff, 1943
- Cyanea remyi Rock
- Cyrnoniscus remyi Vandel, 1953
- Decapauropus remyi Bagnall, 1935
- Desertosphaera remyi Vandel, 1948
- Diadocis remyi Viette, 1954
- Dolichopoda remyi Chopard, 1934
- Eudendrocoelum remyi de Beauchamp, 1926
- Eukoenenia pauli Condé, 1979[8]
- Eukoenenia remyi Condé, 1974
- Euphorbia remyi A.Gray ex Boiss.
- Exocelina remyi Wewalka, Balke & Hendrich, 2010
- Gardenia remyi H.Mann
- Gonoplectus remyi Demange, 1961
- Guzmania remyi L.B.Sm.
- Hebeloma remyi Bruchet 1970
- Hirudisoma remyi Schubart, 1964
- Hymenogaster remyi Zeller & C.W. Dodge 1934
- Kadua cordata subsp. remyi
- Lepidium remyi Drake
- Leptoiulus remyi Schubart, 1961
- Lithobius remyi Jawlowski 1933
- Lobelia remyi Rock
- Lymnastis remyi Jeannel, 1949
- Lysimachia remyi Hillebr.
- Lysimachia remyi subsp. caliginis (H. St. John) K.L. Marr
- Lysimachia remyi subsp. kipahuluensis (H. St. John) K.L. Marr
- Lysimachia remyi subsp. remyi Hillebr.
- Lysimachia remyi subsp. subherbacea (Hillebr.) K.L. Marr
- Melanthera remyi (A.Gray) W.L.Wagner & H.Rob.
- Microcerberus remyi Chappuis, 1953
- Neobisium remyi Beier, 1939
- Nocticola remyi Chopard, 1950
- Oritoniscus remyi Dalens, 1964
- Pelocharis remyi Jeannel, 1960
- Peperomia remyi C. DC.
- Platydesma remyi (Sherff) Deg., Deg., Sherff & Stone
- Pochyta remyi Berland & Millot, 1941
- Proasellus remyi Monod, 1932
- Proasellus remyi acutangulatus Karaman, 1953
- Proasellus remyi nudus Karaman, 1953
- Ramusella remyi Karppinen, 1966
- Roncus remyi Beier, 1934
- Rutstroemia remyi Fortoul & G. Nardi 1979
- Schizomus remyi Lawrence, 1969
- Sciara remyi Séguy, 1963
- Scutigerella remyi Juberthie-Jupeau, 1963
- Suncus remyi Brosset, Dubost & Heim de Balsac, 1965
- Tetramolopium remyi (A.Gray) Hillebr.
- Trachelipus remyi Verhoeff, 1933
- Triadokoenenia millotorum Remy Condé, 1991[9]
- Trichoniscoides remyi Bonnefoy, 1945
- Troglocyphoniscus remyi Vandel, 1946
- Vittadinia remyi A.Gray
- Volvarina remyi Espinosa & Ortea, 2012
- Zelotes remyi Denis, 1954

## Publications
- « L'iode et le développement des insectes », Bulletin de la Société des sciences de Nancy [PDF] Série IV tome II, 1923, Société des sciences de Nancy, Nancy, p. 44-54
- Contribution à l'étude de l'appareil respiratoire & de la respiration chez quelques invertébrés, thèse, Nancy, 1925, Ancienne Imprimerie Vagner
- « Sur la faune aquatique des fissures du sol », « Bulletin bimensuel de la Société linnéenne de Lyon, 5e année, no 9 », sur Société linnéenne de Lyon (consulté le 14 juin 2020), Société linnéenne de Lyon, Lyon, 1926, p. 70-71
- « Les Niphargus des sources sont-ils des émigrés des nappes d'eau souterraines ? », Congrès des Sociétés savantes (1926), 1927, p. 418
- « Sur la faune des grottes de Sainte-Reine, près de Pierre-la-Treiche (Meurthe-et-Moselle) », « Bulletin bimensuel de la Société linnéenne de Lyon, 6e année, no 15 », sur Société linnéenne de Lyon (consulté le 14 juin 2020), Société linnéenne de Lyon, Lyon, 1927, p. 118-120
- « Description d'un nouveau Pauropode de la faune de France (Allopauropus sequanus n. sp.) », Archives de zoologie expérimentale et générale tome 70 no 3, 1930, p. 73-82
- « Observations sur les mœurs de quelques Orthoptères cavernicoles », Annales de la Société nationale de zoologie tome 10, vol. XIV, 1931
- « Un nouveau type de Pauropode. Decapauropus cuenoti nov. gen., nov. sp. », Archives de zoologie expérimentale et générale tome 71 no 3, 1931, p. 67-...
- « Trois espèces intéressantes de la faune vosgienne », Bulletin de la Société d'histoire naturelle de Moselle, no 33, Metz, 1932, p. 47-54
- « Contribution à l'étude de la faune cavernicole de Lorraine. Les grottes de Sainte-Reine », Bulletin de la Société d'histoire naturelle de Moselle no 33, Société d'histoire naturelle de Moselle, Metz, 1932, p. 55-71
- « Description d'Asellus (Proasellus) arnautovici, n.sp. du lac d'Ohrid », Bulletin de la Société d'histoire naturelle de Moselle no 33, Société d'histoire naturelle de Moselle, Metz, 1932, p. 73-87
- « Présentation d'une sangsue nouvelle pour la faune française, Cystobranchus respirans Troschel. », Les cahiers lorrains [PDF] 12e année no 7, Organe mensuel des sociétés littéraires, scientifiques et artistiques de Metz et de la Moselle, Metz, 1933, p. 111
- « Un Aselle nouveau de Sandjak de Novi-Pazar (Yougoslavie) : Asellus (Proasellus) Karamani n. sp. (avec II fig.) », Archives de zoologie expérimentale et générale tome 76 no 2, 1934, p. 39-50
- « Quelques pauropodes de France et des Balkans », Bulletin de la Société d'histoire naturelle de Moselle no 34, Société d'histoire naturelle de Moselle, Metz, 1935, p. 271-294
- Notice sur les titres et travaux scientifiques de Paul Remy, 1935, Impr. Georges Thomas
- « Pauropodes de France et des Balkans, avec description d'espèces nouvelles », Archives de zoologie expérimentale et générale tome 78 no 1, 1937, p. 13-31
- « Sur Marifugia cavatica Absolon et Hrabe, Serpulide des eaux douces souterraines du Karst adriatique », Bulletin du Muséum national d'histoire naturelle tome 2, Vol. IX, Paris, 1937
- « Un Stenasellus en Afrique occidentale française : S. Chappuisi n. sp. de la Côte d'Ivoire », Archives de zoologie expérimentale et générale tome 79 no 2, 1938, p. 69-74
- « Pauropodes de France d'Allemagne et des Balkans, avec description de quatre formes nouvelles », Bulletin de la Société d'histoire naturelle de Moselle no 35, Société d'histoire naturelle de Moselle, Metz, 1938, p. 153-177
- « Sur le mode de vie des Hadesia dans la grotte Vjetrenica (Col. Bathysciinæ) », Revue française d'entomologie vol. VII, Paris, 1940
- « Quelques arthropodes intéressants des serres du Parc de la Tête d'Or », « Bulletin mensuel de la Société linnéenne de Lyon tome 11 fasc. 9 », sur Société linnéenne de Lyon (consulté le 23 novembre 2020), Société linnéenne de Lyon, Lyon, 1942, p. 140-142
- « Notes faunistiques. I. Vers, mollusques », « Bulletin bimensuel de la Société linnéenne de Lyon, 12e année, no 9 », sur Société linnéenne de Lyon (consulté le 7 janvier 2025), Société linnéenne de Lyon, Lyon, 1943, p. 139-142
- « Nouvelle station du Sphéromien troglobie, Cæcosphæroma (Vireia) burgundum Dollfus, var. rupis-fucaldi Hubault et de l'Ostracode commensal, Spæromicola topsenti Paris », Bulletin de la Société zoologique de France tomme LXVIII, Paris, 1943
- « Notes faunistiques. II. Crustacés », « Bulletin bimensuel de la Société linnéenne de Lyon, 13e année, no 5 », sur Société linnéenne de Lyon (consulté le 7 janvier 2025), Société linnéenne de Lyon, Lyon, 1944, p. 72-75
- « Description d'un Tartaride nouveau d'Indochine », Bulletin de la Société entomologique de France, vol. 51 no 2, Société entomologique de France, Paris, 1946, p. 19-21
- « Les pigeons migrateurs Ectopistes canadensis des Musées de zoologie de Nancy, de Metz et de Strasbourg », « Bulletin mensuel de la Société linnéenne de Lyon, 15e année, no 3 », sur Société linnéenne de Lyon (consulté le 7 janvier 2025), Société linnéenne de Lyon, Lyon, 1946, p. 23-...
- « Sphæromicola stammeri Klie var. hamigera n. var., Ostracode commensal du Sphéromide obscuricole Cæcosphæroma (C.) virei Dollfus », Collect. Mus. Zool. Nancy, vol. I, 1946
- « Liste de Pauropodes d'Algérie, avec description de formes nouvelles », Bulletin de la Société des sciences de Nancy [PDF] Nouvelle série tome VI no 3, 1947, Société des sciences de Nancy, Nancy, p. 66-84
- « Sur la distribution  géographique des Sphæromidæ Monolistra et des Sphæromicola, leurs Ostracodes commensaux », Bulletin du Muséum d'histoire naturelle de Marseille tome VIII, Marseille, 1948
- « Sur quelques Crustacés cavernicoles d'Europe », Notes biospéologiques tome III, 1948
- « Description de Sphæromicola cebennica n. sp., Ostracode Cythéride commensal de l'Isopode Cirolanide cavernicole, Sphærmides raymondi Dollfus », « Bulletin mensuel de la Société linnéenne de Lyon, 17e année, no 7 », sur Société linnéenne de Lyon (consulté le 11 juin 2020), Société linnéenne de Lyon, Lyon, 1948, p. 129-132
- Pauropodes de la Côte d'Ivoire, Afrique occidentale française, 1948, éd. du Museum
- « Un aselle obscuricole nouveau de Slovaquie : Asellus (Proasellus) slavus n. sp. », Bulletin de la Société des sciences de Nancy [PDF] Nouvelle série tome VII no 2, 1948, Société des sciences de Nancy, Nancy, p. 55-56
- « Stenasellus buili n. sp. de la grotte de la Giraudasso, à Soulatgé, Aude (Crust. Isopodes) », « Bulletin mensuel de la Société linnéenne de Lyon, 18e année, no 7 », sur Société linnéenne de Lyon (consulté le 11 juin 2020), Société linnéenne de Lyon, Lyon, 1949, p. 153-157
- « Sur la biologie sexuelle des Palpigrades », Bulletin de la Société des sciences de Nancy [PDF] Nouvelle série tome VIII no 2-3, 1949, Société des sciences de Nancy, Nancy, p. 41-42
- « Palpigrades de Madagascar », Mémoires de l'Institut scientifique de Madagascar, vol. 4A no 1, 1950, Institut scientifique de Madagascar, Madagascar, p. 135-164
- « Description d'un Palpigrade nouveau, récolté par le Dr A. de Barros Machado en Angola », Publicacoes Culturais da Companhia de Diamantes de Angolano 7, 1950, p. 123-128
- « Stations de crustacés obscuricoles », Biospeologica vol. LXXII, Appendice, Archiv. Zool. expér. gén. LXXXVIII, 1951
- « Description d'un nouveau Palpigrade d'Afrique occidentale française », Bulletin du Muséum national d'histoire naturelle, série 2 vol. 25, 1953, Muséum national d'histoire naturelle, Paris, p. 86-89
- « Eaux souterraines », Revue bibliographique de l'hydrobiologie française (1940-1950), Annal. Stat. Hydrobiol. appl. 1953
- « Contribution à l'étude de la microfaune endogée de l'Afrique tropical : Palpigrades et Pauropodes », Revue de zoologie et de botanique africaines, vol. 53, p. 327-335
- « Pauropus collignoni, n.sp. des environs de Carmel (Californie) », Bulletin de la Société d'histoire naturelle de Moselle no 37, Société d'histoire naturelle de Moselle, Metz, 1955, p. 119-122
- « Pauropodes au Mexique méridional », Bulletin de la Société des sciences de Nancy [PDF] tome XVI no 3, 1957, Société des sciences de Nancy, Nancy, p. 133-139
- « Palpigrades et Pauropodes du Natal (Nouvelles récoltes du Dr R. F. Lawrence.) », Bulletin du Muséum national d'histoire naturelle série 2, vol. 29, 1957, Muséum national d'histoire naturelle, Paris, p. 221-225
- « Description d'un nouveau Pauropus d'Argentine », Bulletin de la Société des sciences de Nancy [PDF] Nouvelle série tome XVII no 1, 1958, Société des sciences de Nancy, Nancy, p. 23-27
- Notice sur les titres et travaux scientifiques de Paul A. Remy, 1959
- « Stations nord-américaines de Pauropodes, avec description de deux nouvelles espèces », Bulletin de la Société des sciences de Nancy [PDF] Nouvelle série tome XVIII no 2, 1959, Société des sciences de Nancy, Nancy, p. 183-194
- « Palpigrades de Madagascar II », Mémoires de l'Institut scientifique de Madagascar, vol. 13A no 1, 1960, Institut scientifique de Madagascar, Madagascar, p. 33-66
- « Symphyles et Pauropodes des alluvions de rivières lorraines », Bulletin de la Société des sciences de Nancy [PDF] Nouvelle série tome XIX no 1, 1960, Société des sciences de Nancy, Nancy, p. 9-18
- « Stations de Symphyles et de Pauropodes ; description d'une espèce nouvelle d'Allopauropus », Bulletin de la Société lorraine des sciences [PDF] tome I no 1, 1961, Société lorraine des sciences, Nancy, p. 81-99
- « Sur l'écologie des Schizomides (Arachn. Uropyges) de mes récoltes, avec description de trois Schizomus nouveaux, capturés par J. van der Drift au Surinam », Bulletin du Muséum national d'histoire naturelle, Paris, série 2 vol. 33 no 4, 1961, Muséum national d'histoire naturelle, Paris, p. 500-511
- « Nouvelle contribution à la microfaune du sol », Bulletin de la Société lorraine des sciences [PDF] tome II no 1, 1962, Société lorraine des sciences, Nancy, p. 21-27
- (posthume) « Synopsis des Pauropodes d'Autriche. Additions à cette faune », Bulletin de la Société lorraine des sciences [PDF] tome II no 3, 1962, Société lorraine des sciences, Nancy, p. 42-51
- avec J.-J. Hoffmann : « Faune des Myriapodes du Grand Duché du Luxembourg », Extrait des archives no 26, Luxembourg, p. 199-236
- avec R. Husson : « Les Pauropodes des galeries de mines et des cavernes naturelles », Compte rendu 1er Congrès lorrain des sociétés savantes de l'Est de la France, 1938
- avec G. Rollet : « Pauropodes de la Côte orientale de Madagascar », Bulletin de la Société d'histoire naturelle de Moselle no 38, Société d'histoire naturelle de Moselle, Metz, 1960, p. 201-237
- (posthume) avec E. Séguy : « Diptères hypogés recueillis par M. Paul A. Remy en Yougoslavie », Mémoires du Muséum national d'histoire naturelle, Série A Zoologie  (ISSN 0078-9747) tome 18, fascicule 3, Editions du Muséum national d'histoire naturelle, Paris, 1963